# Lucien Barrière
Pour les articles homonymes, voir Barrière.
Lucien Barrière est un chef d'entreprise et homme d'affaires français (né le 14 janvier 1923 à Rosières en Ardèche et mort le 17 septembre 1990 à Caen) héritier et fondateur du groupe Barrière (un des plus importants groupes de casinos, hôtels palaces, complexes touristiques de luxe et restaurants).

## Biographie
Lucien Marius Auguste Barrière naît dans une famille d'agriculteurs viticulteurs ardéchois le 14 janvier 1923. 
En 1962, il est choisi par son oncle François André qui n'a pas de descendant et qui se trouve à la tête de plusieurs sociétés spécialisées dans l'exploitation très prospère des casinos de Deauville, Cannes et La Baule (entre autres) et d'hôtels palaces (Normandy Barrière, Royal Barrière, Hôtel du Golf Barrière de Deauville entre autres) pour lui succéder et pour l'initier à son savoir-faire. 
En 1959, il devient d'abord administrateur du groupe. Il continue à développer pendant trente ans avec succès l'empire Barrière avec la même politique que son prédécesseur : luxe, exception, perfection, élégance, raffinement, convivialité, art de vivre à la française…
Il épouse Martha Szentgyörgyi (décédée le 11 octobre 2008), une danseuse hongroise, qui a déjà une fille d'une précédente union, Diane, née en 1957, que Lucien Barrière adopte et élève comme sa propre fille. Il lui enseigne son savoir-faire, avant de la désigner à son tour comme héritière unique de son luxueux empire. 
En 1962, il fonde le groupe Barrière dont il est PDG, l'une des premières sociétés françaises gérantes de casinos et d'hôtels de luxe.
En 1975, Lucien Barrière contribue financièrement à la création du Festival du cinéma américain de Deauville, aux côtés de Michel d'Ornano, maire de Deauville, et d'André Halimi et de Lionel Chouchan, qui en ont eu l'idée. 
En 1990, il décède au CHU de Caen d’un arrêt cardiaque à l'âge de 67 ans, au cours d’une angioplastie coronaire réalisée par le Pr Grollier qui se complique[réf. souhaitée]. Sa fille adoptive, Diane Barrière-Desseigne et son mari, le notaire Dominique Desseigne, lui succèdent à la tête du groupe et poursuivent "avec succès" la politique de ses deux prédécesseurs.